# Милвил (Калифорнија)
Милвил (енгл. Millville) насељено је место без административног статуса у америчкој савезној држави Калифорнија.

## Демографија
По попису из 2010. године број становника је 727, што је 117 (19,2%) становника више него 2000. године.
| Група             | 2000.       | 2010.       |
| Белци             | 571 (93,6%) | 650 (89,4%) |
| Афроамериканци    | 0 (0,0%)    | 0 (0,0%)    |
| Азијати           | 7 (1,1%)    | 6 (0,8%)    |
| Хиспаноамериканци | 17 (2,8%)   | 50 (6,9%)   |
| Укупно            | 610         | 727         |